# Патрисија Кас
Патрисија Кас (фр. Patricia Kaas; Форбах, 5. децембар 1966) је француска певачица и глумица.
Кас је почела да пева са осам година. Једна је од најуспешнијих франкофоних певачица на свету. Стилски, њена музика није класична шансона, већ је ближа мешавини поп музике, џеза, блуза и шансоне.
Њен први национални хит био је Mademoiselle Chante le Blues 1987. Од издавања првог албума, Mademoiselle chante... 1988, продала је 16.000.000 албума широм света. Највише успеха, (у Немачкој, Швајцарској, Белгији, Канади, Русији, Финској и Кореји), имала је са трећим албумом Je te dis vous који се појавио 1993. Готово непрекидно је на турнеји. На филму је први пут наступила 2002. у And now... Ladies and Gentlemen... са Џеремијем Ајронсом.
Представљала је Француску на Песми Евровизије 2009. у Москви са баладом „Et s'il fallait le faire“ и заузела осмо место.

## Дискографија
- Mademoiselle chante... (1988)
- Scène de vie (1990)
- Je te dis vous (1993)
- Dans ma chair (1997)
- Le mot de passe (1999)
- Piano Bar (2002)
- Sexe fort (2003)
- Kabaret (2008)
- Kaas chante Piaf (2012)
- Patricia Kaas (2016)